# Carex juvenilis
Carex juvenilis là một loài thực vật có hoa trong họ Cói. Loài này được C.B.Clarke ex E.G.Camus mô tả khoa học đầu tiên năm 1912.